# Lose Myself
Singles de Avicii
The Days
(2014) Divine Sorrow
(2014)
Lose Myself est une chanson du disc jockey suédois Avicii et du chanteur taïwanais Wang Lee-hom. Le manager d'Avicii, Ash Pournouri participe à la création de ce single qui sort en format numérique le 3 octobre 2014, le même jour que la chanson The Days. Elle est le 2e extrait du prochain album du DJ, Stories (à paraître en 2015).

## Réalisation
En 2014, Lee-hom partait souvent aux États-Unis où il retrouvait Avicii pour la création d'une nouvelle chanson, comme l'explique le manager d'Avicii, Ash Pournouri qui déclare que le suédois a réalisé cette chanson pour, peut-être, être plus populaire du côté asiatique et gagner des fans chinois.

## Liste des titres
| 1. | 忘我 (Lose Myself) | 4:59 |